# Tres Tinkle
Tres Tinkle (Missoula (Montana), 3 de junio de 1996) es un baloncestista estadounidense que pertenece a la plantilla del Darüşşafaka S.K. de la Türkiye Basketbol 1. Ligi. Con 2,01 metros de estatura, juega en la posición de alero. Su padre es el también jugador de baloncesto Wayne Tinkle.

## Trayectoria deportiva

### Universidad
Jugó durante cinco temporadas con los Oregon State Beavers de la Universidad Estatal de Oregón.

### Profesional
Tras no ser elegido en el Draft de la NBA de 2020, Tinkle firmó un contrato de diez días a prueba con Los Angeles Lakers. Fue despedido por los Lakers el 15 de diciembre de 2020.
El 19 de diciembre de 2020, los Toronto Raptors lo firmaron y lo asignaron a su equipo de la G-League, los Raptors 905.
En verano de 2021, disputó 3 encuentros de la NBA Summer League con Los Angeles Lakers en Las Vegas.
El 18 de agosto de 2021, firma por el Vanoli Cremona de la Lega Basket Serie A, la primera categoría del baloncesto italiano.
El 15 de junio de 2022, firma por el Le Mans Sarthe Basket de la Pro A francesa, donde promedió 11.3 puntos, 5.1 rebotes y 1.5 asistencias en 24.3 minutos (25 partidos disputados).
El 5 de agosto de 2023, firma por el Monbus Obradoiro de la liga ACB.
El 2 de septiembre de 2024, firma por el Darüşşafaka S.K. de la Türkiye Basketbol 1. Ligi.